# Равалпиндийские эксперименты
Равалпиндийские эксперименты — эксперименты включающие применение иприта, проводившиеся исследователями из британских военных Портон-Дауна над сотнями индийских солдат. Эксперименты проводились до и в течение Второй мировой войны на военной базе в Равалпинди, которая сейчас находится в Пакистане. Эти эксперименты происходили в начале 1930-х годов и продолжались более десяти лет.
С момента публикации истории Робом Эвансом из The Guardian 1 сентября 2007, на эксперименты ссылаются как на «Равалпиндийские эксперименты» или «Равалпиндийские ипритовые эксперименты» в СМИ и других местах.

## Oversight by Porton Down
Эксперименты в Равалпинди были частью намного большего проекта для того чтобы протестировать воздействие химического оружия на людях. Более чем 20,000 британских военнослужащих были вовлечены в военные химические испытания между 1916 и 1989 годами в Портон-Даунском исследовательском центре министерства обороны на юго-западе Англии.

## Цель экспериментов
Эксперименты проводились чтобы определить воздействие иприта, тогда ещё не известного как высококанцерогенный (вызывающий рак).
Согласно документам в Британских Национальных Архивах в Лондоне, учёные и доктора  британской армии испытывали воздействие иприта на более чем 500 индийских солдат в период более 10 лет. Начиная с ранних 1930х, учёные в Равалпинди отправляли  индийских солдат, одетых в шорты и хлопчато-бумажные рубашки, в газовые камеры для воспроизведения воздействия иприта. Учёные надеялись определить подходящую дозировку для использования на полях сражений. Многие из подопытных понесли тяжёлые ожоги от воздействия на них газом.

## Воздействие на подопытных
Эти испытания привели к большому числу ожогов, некоторые из которых были настолько наносящими вред, что пациентов пришлось госпитализировать. Согласно отчёту, сильно обожжённые пациенты были часто очень жалкими и депрессивными и в значительном дискомфорте.
Долговременные эффекты воздействия не были документированны или изучены.

## Отсутствующая информация
Пациенты проходили лечение в индийском военном госпитале Равалпинди, сейчас известном как военный госпиталь Равалпинди. Точное место, где британское военное заведение с газовыми камерами находилось в Равалпинди неизвестно.

## Точка зрения официальных лиц Портон-Дауна
Официальные лица  Портон-Дауна возразили, что испытания проводились в другую эру, во время конфликта, и что их проведение не должно рассматриваться по сегодняшним стандартам.